# Äquatorialer Gegenstrom

Äquatorialer Gegenstrom (schwarz)

Der Äquatoriale Gegenstrom ist eine warme Meeresströmung im Pazifik (etwa 5 Breitengrade nördlich des Äquators) und im Indischen Ozean (0 bis 10 Grad südliche Breite).
Er ist ein ostwärts fließender Ast der tropischen Strömungskreise, in dem Teile der westwärts transportierten Wassermassen des Nord- und des Südäquatorialstromes zurückfließen. Er beruht hauptsächlich auf einer Ausweichbewegung gegenüber den nach Westen ziehenden Passatwinden.
Im Pazifik ist der Äquatoriale Gegenstrom ganzjährig, im Indischen Ozean nur in den Sommermonaten (Mai bis Oktober) anzutreffen.
Im Atlantik gibt es ebenfalls eine ganzjährige Gegenströmung, den Guineastrom.